# ناحیه دیواشتیچ
ناحیهٔ دیواشتیچ (نام پیشین: ناحیهٔ غانچی) (به تاجیکی: Ноҳияи Ғончӣ) یکی از ناحیه‌های اداری ولایت سغد در تاجیکستان است و در شمال جمهوری تاجیکستان جای دارد. مرکز این ناحیه، جماعت غانچی است که در ۶۶ کیلومتری شرق خجند قرار دارد. از این شهر تا شهر دوشنبه ۲۶۳ کیلومتر راه است.
ناحیهٔ دیواشتیچ با مساحت ۱٬۵۸۸٫۷ کیلومتر مربع در میان کوهسار ترکستان و درهٔ فرغانه جای دارد. در شمال با ناحیه‌های ظفرآباد و اسپیتمن، در غرب با ناحیه‌های استروشن و شهرستان، در جنوب با ناحیه‌های عینی و کوهستان مست‌شاه از بخش‌های ولایت سغد همسایه و در شرق با ناحیهٔ لیلک از بخش‌های ولایت بادکند قرقیزستان هم‌مرز است.

## جغرافیا
مردم دیواشتیچ به زبان‌های تاجیکی و ازبکی سخن می‌گویند. بر پایهٔ آمار سال ۲۰۱۰ میلادی، ناحیهٔ غانچی ۱۴۰٬۸۵۹ تن جمعیت داشت و تراکم جمعیت آن ۸۷٫۵ نفر در کیلومتر مربع بود.
ناحیهٔ دیواشتیچ ۵ کارخانه، ۵۶۴ خواجگی کشاورزی، از جمله ۵۱۴ خواجگی دهقانی دارد. محصول اصلی کشاورزی این ناحیه سبزیجات، غله و سیب زمینی است.
این ناحیه ۵ دسامبر ۱۹۲۹ در بخشی از ولایت خجند در جمهوری شوروی سوسیالیستی تاجیکستان تأسیس یافت. در طول موجودیت خود این ناحیه دو بار با ناحیهٔ استروشن متحد و جدا شده‌است. سال ۲۰۰۹ جشن ۸۵-اُمین سالگرد بنیاد ناحیه برگزار شد.
از روستاهای دیدنی این ناحیه می‌توان روستای گَزَنترَک را نام برد.

## تقسیمات
| جماعت‌های ناحیهٔ غانچی |        |
| جماعت                | جمعیت  |
| یختن                 | ۱۰٬۶۲۱ |
| گزنترک               | ۱۳٬۳۵۹ |
| مجم                  | ۱۸٬۱۹۴ |
| آوچی                 | ۲۳٬۴۰۷ |
| دلیان بالا           | ۱۶٬۲۹۸ |
| کالینین‌آباد          | ۹٬۸۳۹  |
| راسراووت             | ۱۱٬۵۳۰ |
| غانچی                | ۸٬۲۵۲  |